# Pittsburg (Carolina del Sur)
Pittsburg es un área no incorporada ubicada en el condado de Greenwood, en el estado estadounidense de Carolina del Sur. La localidad en el año 2000.Fue nombrado por el patrimonio industrial de Pittsburgh. Se encuentra a una latitud y longitud 33.98667 -82.00333 con una elevación de 488msnm. 